# Kinderbach (Münster-Süd)
Der Kinderbach ist ein kleiner Bachlauf in der westfälischen Stadt Münster und verläuft im Südwesten der Stadt. Der Kinderbach entspringt südlich des Stadtteils Albachten auf Höhe der Autobahn 43. Anschließend fließt er in südöstlicher Richtung und mündet auf Höhe der Bauerschaft Wilbrenning in den Kannenbach.